# Kazuki Iimura
Kazuki Iimura (jap. 飯村一輝 Iimura Kazuki; ur. 27 grudnia 2003) – japoński florecista, mistrz olimpijski z Paryża (2024), złoty medalista mistrzostw świata.
W 2022 roku zdobył złoto indywidualnie na mistrzostwach świata juniorów w Dubaju. Na rozgrywanych rok później mistrzostwach świata juniorów w Płowdiwie zdobył brązowy medal drużynowo.
Zdobył drużynowo brązowy medal na igrzyskach azjatyckich w Hangzhou w 2022 roku.
Podczas mistrzostw świata w Mediolanie w 2023 roku Japończycy w składzie: Kazuki Iimura, Kyōsuke Matsuyama, Takahiro Shikine i Kenta Suzumura zdobyli złoty medal w zawodach drużynowych. W turnieju indywidualnym zajął 23. miejsce.
W 2024 w barwach Japonii wziął udział na Letnich Igrzyskach Olimpijskich w Paryżu, gdzie w rywalizacji indywidualnej florecistów zajął czwarte miejsce, a w rywalizacji drużynowej zdobył złoty medal.